# Типы велосипедов
Этот список дает обзор различных типов велосипедов, классифицированных по функциям (гоночные, прогулочные и т. д.), количеству водителей (один, два или более), по строению или типу рамы (прямые, складывающиеся, и т. д.), по количеству и типу передач (односкоростные, дерайлеры и т. д.); по видам спорта (горные велосипеды, BMX, триатлон и др.); по типу привода (мускульной силой, моторные и т. д.); по расположению ездока (сидячее, лежачее и т. д.). Список также включает в себя различные типы, например, велотакси, велорикши, и клоунские велосипеды. Категории не являются взаимоисключающими, велосипед определённого типа может принадлежать более чем одной категории.

## По назначению
Основными категориями велосипедов по отношению к их назначению являются:

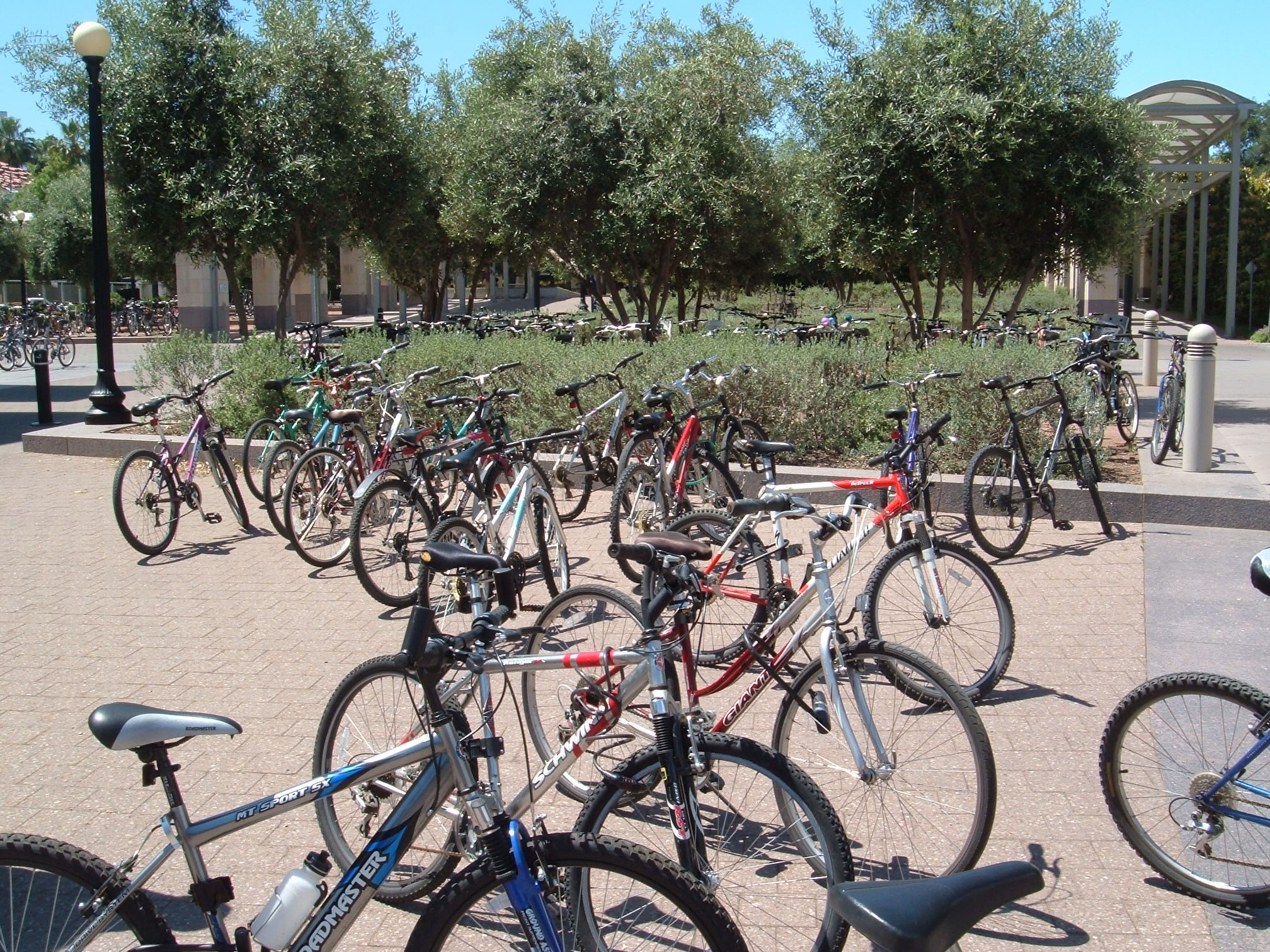
Велосипеды, припаркованные возле академического здания Стэнфордского университета

- Дорожные велосипеды предназначены для поездок на работу, в магазины и прогулок. У них средний или большой вес рамы и шин, одна передача либо планетарный механизм переключения скоростей. Чтобы сохранить ездока в чистоте, такой велосипед оборудуется полными передним и задним крыльями, защитой цепи. Для того, чтобы сделать велосипед более полезным в качестве пригородного транспортного средства, он часто снабжается корзиной. Посадка видоизменяется от прямой до очень прямой.
- Горные велосипеды (другое название — маунтинбайки, МТБ, англ. mountainbike) предназначены для внедорожной езды, и включают в себя другие типы внедорожных велосипедов, такие как кросс-кантри (например, «ХС»), велосипед для скоростного спуска, фрирайд. Все горные велосипеды имеют очень прочные рамы и колёса, широкие шины с высоким протектором и усиленный руль, чтобы помочь ездоку противостоять внезапной тряске. Как правило, горные велосипеды имеют амортизаторы разных типов (пружинные или пневматические, либо газовые пружины), и гидравлические или механические дисковые тормоза. Диапазон скоростей на горном велосипеде очень широк: от очень низкого до среднего соотношения, и, как правило, от 16 до 30 передач.

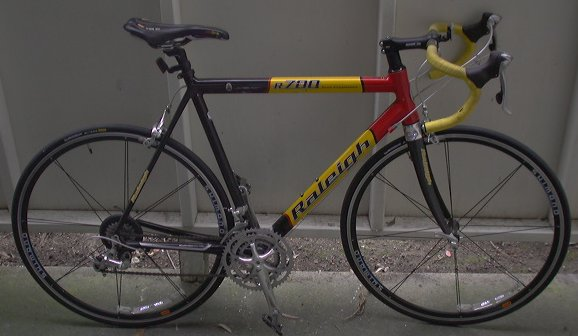
Алюминиевый гоночный велосипед производства Raleigh с использованием компонентов Shimano. Он использует полу-аэродинамическую колёсную пару с малым количеством спиц.

- Шоссейные велосипеды предназначены для скоростной езды и соревнований по шоссейному велоспорту. У них лёгкие рамы с минимальным количеством оборудования, низким рулём, чтобы обеспечить мощную и аэродинамическую посадку, узкие шины высокого давления для минимального сопротивления качению и несколько передач. Шоссейные велосипеды имеют относительно узкий диапазон передач, который, как правило, видоизменяется от среднего до очень высокого соотношения, распределённого по 18, 20, 27 или 30 передачам. Более близкие передаточные числа позволяют гонщикам выбирать передачу, которая позволит им ехать на оптимальной частоте педалирования для максимальной эффективности.
- Трековые велосипеды предназначены для езды по открытым или закрытым велотрекам, исключительно просты по сравнению с шоссейными велосипедами. У них есть одно передаточное число, фиксированная трансмиссия (то есть без муфты свободного хода), отсутствуют тормоза, и минимальное количество других компонентов, которые иначе причисляли бы велосипед к шоссейным.
- Курьерские велосипеды, как правило, используются для срочной доставки писем и мелких пакетов между предприятиями в крупных городах с сильно перегруженным движением. Хотя может использоваться любой тип велосипеда, велокурьеры чаще всего (особенно в США) используют трековые велосипеды с фиксированной или односкоростной передачей.

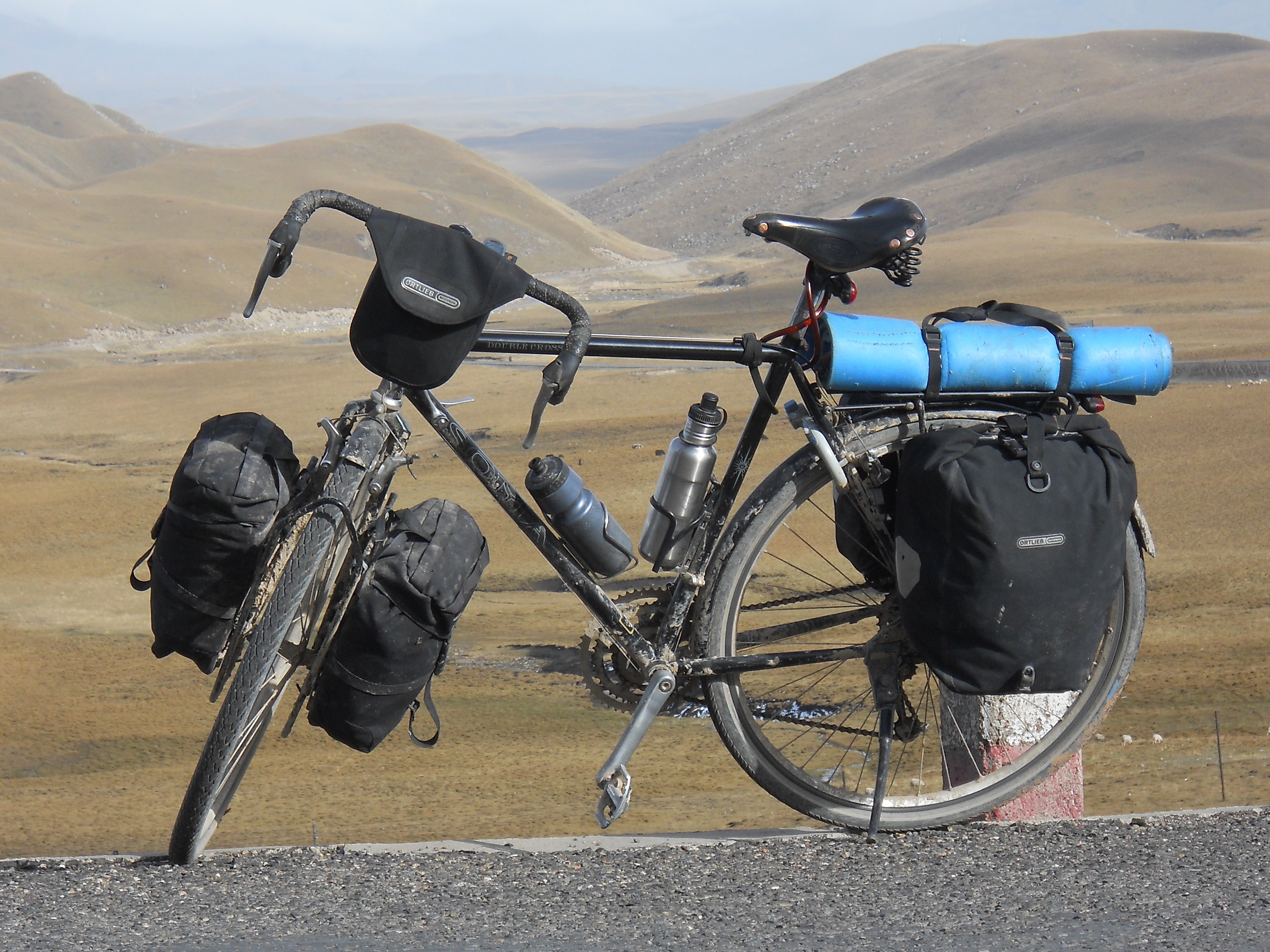
Современный туристический велосипед, с оборудованием и багажом

- Туристические велосипеды предназначены для велотуризма и длительных поездок. Они прочны и удобны, способны перевозить багаж, оснащены дополнительным оборудованием, а также имеют широкий диапазон передач. Этот тип велосипеда является компромиссом между дорожным и шоссейным велосипедами.

## По количеству колёс
- Моноцикл — одно колесо
- Бицикл (англ. bicycle) — два колеса
- Трицикл — три колеса
- Квадроцикл — четыре колеса

## Размер колёс
- 29"
- 28"
- 27,5"
- 27"
- 26"
- 24"
- 20"
- 19"
- 18"
- 16"
- 14"
- 12"

## Положение тела человека
- Лигерад
- Классические (положение сидя)

## Подвеска
- Ригид (англ. rigid) — без амортизаторов.
- Хардтейл (англ. hardtail) — с одним передним амортизатором.
- Двухподвес — с амортизаторами спереди и сзади.

## Материал рам
- Легированная сталь — CrMo или другие виды легированных сталей
- Алюминиевый сплав — термически обработанный сплав алюминия (более 90 %) с добавками магния, кремния или цинка
- Карбон — углепластик (углеродные нити, сплетённые в эпоксидной смоле)
- Титан — лёгкий, прочный, стоек к коррозии, но при обработке, работа с металлом технологически сложна
- Другие материалы